# Andrew Olexander
Andrew Phillip Olexander (sinh ngày 26 tháng 2 năm 1965) là một cựu chính khách Úc. Ông là thành viên độc lập của Hội đồng Lập pháp Victoria đại diện cho Tỉnh Silvan từ tháng 11 năm 2005 đến tháng 11 năm 2006, sau khi bị trục xuất khỏi Đảng Tự do nghị viện, mà ông đã đại diện từ năm 1999.
Sự nghiệp của anh ấy đã bị tranh cãi sau một sự kiện lái xe đồ uống năm 2004, cuối cùng anh ấy đã mất quyền lựa chọn trước Đảng Tự do để tranh cử vào cuộc bầu cử tiểu bang năm 2006. Sau đó, ông đã bị trục xuất khỏi đảng quốc hội và bị buộc phải ngồi độc lập sau khi chỉ trích quyết định lựa chọn trước của đảng và cáo buộc đảng này kì thị đồng tính.

## Sự nghiệp sớm
Olexander, người đồng tính công khai, được sinh ra ở thành phố Geelong, mặc dù ông học trung học ở ngoại ô Melbourne. Ông học kinh tế tại Đại học Melbourne trước khi theo đuổi sự nghiệp nghiên cứu thị trường. Ông tham gia rất nhiều vào phong trào Tự do Trẻ, làm Chủ tịch Nhà nước từ năm 1989 đến 1990. Ông cũng từng phục vụ trong Ủy ban Chính sách Liên bang, cũng như Hội đồng Liên bang của đảng rộng lớn hơn trong cùng thời kỳ.
Vào cuối những năm 1980, Olexander, người gốc Hungary và Ukraine, đã giúp thành lập Tổ chức Cứu trợ Trẻ em Chernobyl Úc, nơi cung cấp trợ giúp tài chính và y tế cho các nạn nhân của thảm họa Chernobyl ở Ukraine. Ông trở thành thư ký khai mạc danh dự của nền tảng đó vào năm 1990.
Năm 1999, Olexander giành được sự lựa chọn trước cho ghế Hội đồng Lập pháp Tự do an toàn của tỉnh Silvan, và sau đó đã được bầu. Sau thất bại nặng nề của Đảng Tự do tại cuộc bầu cử năm 2002, Olexander được thăng chức lên chức vụ bóng tối, đảm nhận các danh mục của Thanh niên, Nghệ thuật và Người tiêu dùng vào tháng 12 năm 2002. Trong thời gian từ 2002 đến 2004, ông cũng phục vụ trong Ủy ban Điều chỉnh và Đạo luật.